# Ludvig, hertig av Orléans
Ludvig av Orléans, född 1703, död 1752, var en fransk prins och hertig av Orléans, son till hertig Filip II av Orléans och Françoise-Marie de Bourbon.

## Biografi
Ludvig beskrivs som religiös och intresserad av välgörenhet. Han var en av de största bidragsgivarna till College d'Orléans, som därför fick sitt namn efter honom, och gav understöd till offren för översvämningarna vid Loire 1731 och 1740. Ludvig var Frankrikes tronarvinge 1723–1729. 
Han fick en plats i kungliga rådet 1718 och var statssekreterare för krig 1723–1730, men ägnade sig i själva verket aldrig åt politik. 
Efter cirka 1740 drog han sig tillbaka från det offentliga livet och tillbringade sedan mycket tid i kloster.   

## Familj
Gift 1724 med Johanna av Baden-Baden. 
Barn:  
- Ludvig Filip av Bourbon-Orléans (1725–1785)